# Isola Utënok
L'isola Utënok (in russo остров Утёнок, ostrov Utënok) è un'isola russa del gruppo delle isole di Dem'jan Bednyj che fanno parte dell'arcipelago di Severnaja Zemlja e sono bagnate dal mare di Kara.
Amministrativamente fa parte del Tajmyrskij rajon del Territorio di Krasnojarsk, nel Distretto Federale Siberiano.

## Geografia
L'isola si trova nella parte nord-occidentale dell'arcipelago, a una distanza di circa 10 km a nord-ovest dell'isola Komsomolets. A nord di Utënok si trovano le isole Severnyj e Červjak rispettivamente a 1,2 e 0,8 km; le isole sono collegate da banchi di sabbia e fra di esse ci sono 2 isolotti senza nome. Verso sud-est, a 1,7 km, c'è l'isola Raketa.
Utënok è lunga circa 950 m, con la parte centrale che si restringe dando luogo alla forma di un'anatra stilizzata (con la testa dalla parte occidentale e il corpo nella parte orientale) cui deve il suo nome: Utënok in italiano significa anatroccolo. Il lato ovest ha una collina alta 13 m, che è l'altezza massima di tutto il gruppo delle Dem'jan Bednyj.